# Ортефё, Брис
Брис Габриэль Рене Сатурнин Ортефё (фр. Brice Gabriel René Saturnin Hortefeux), (род. 11 мая 1958, Нейи-сюр-Сен) — французский государственный и политический деятель. Министр иммиграции с 18 мая 2007 по 15 января 2009. Министр труда Франции с 15 января по 23 июня 2009. Министр внутренних дел Франции с 23 июня 2009 по 27 февраля 2011.

## Ранние годы
Сын Клода Ортефё, банкира из Нейи-сюр-Сен, и Мари-Клод Шухлер, профессора истории и географии.
Он получил степень в области частного права в 1982 году и степень магистра в области публичного права в 1984 году в университете Париж X.
Крестный отец Жана Саркози.

## Профессиональная карьера
Руководитель кабинета мэра города Нёйи-сюр-Сен в период с 1983 по 1986 год. С 1993 по 1995 год руководитель кабинета Николя Саркози, министра по бюджету и пресс-секретаря правительства.
В 1995 году, Брис Ортефё был назначен префектом, советником государственных служб при правительстве, далее советником кабинета президента Сената в период между 1998 и 1999 годах.

## Политическая карьера
Вместе с Николя Саркози и Роже Каручи, он участвовал в кампании Жака Ширака на президентских выборах в 1981 году. В период с 1991 по 2001 год он был секретарем партии «Объединение в поддержку республики» в департаменте Пюи-де-Дом, с 1998 по 2002 год член комитета ОПР. В 1992 году он был избран в региональный совет Оверни, на должность председателя комитета по финансам.
После отставки Николя Саркози, с поста депутата Европейского парламента в сентябре 1999 года, Ортефё занял его место. С 2002 года он является членом партии «Союз за народное движение» и советником Николя Саркози, министра внутренних дел и внутренней безопасности (2002—2004) и министра экономики, финансов и промышленности (2004).

## Министр иммиграции (2007—2009)
После победы Николя Саркози на пост президента в 2007 году, Ортефё занял пост министра по делам иммиграции, интеграции, национальной идентичности и совместного развития в правительстве Франсуа Фийон.
Ортефё предложил закон о управлении иммиграции, интеграции и предоставления убежища. Он предусматривает ограничения, в частности, воссоединение семьи. Закон был принят 23 октября 2007 года.
8 октября 2007 года в газете Aujourd’hui En France, Брис Ортефе заявил:
«Франция имеет право выбирать, кого принимать на своей территории. […] Давайте прежде всего смотреть в лицо действительности! […] Это нормально, что 60 % иммигрантов сосредоточены на трех из двадцати двух французских регионах? Уровень безработицы иммигрантов достиг 22 % и их дети отличаются сильной неуспеваемостью в школе? Нет, это не приемлемо».

## Министр труда (2009)
15 января 2009 года, заменив Ксавье Бертрана, Брис Ортефё занимает пост министра труда, социальных отношений, семьи, солидарности и города. Также пост вице-президента партии Союз за народное движение.
6 июня 2009 года вновь избран в Европарламент от центральной Франции, занимая третье место в списке Союза за народное движение, но отказался от мандата, предпочтя работу в правительстве.

## Министр внутренних дел (2009—2011)
23 июня 2009 года Брис Ортефё был назначен министром внутренних дел, заморских территорий и местного самоуправления.
Летом 2010 года, после выступления Николя Саркози в Гренобле, Ортефё выразил свою поддержку для выселения цыган находящихся в нелегальном положении. Со слов министра, за восемнадцать месяцев, правонарушительные деяния совершенные румынами вырос на 259 % в Париже.
При формировании третьего правительства Фийона, 14 ноября 2010 года, Брис Ортефё сохраняет свой пост министра внутренних дел. За ним закреплен департамент по делам иммиграции и интеграции, департамент национальной идентичности и развитию партнерства исчезают.
27 февраля 2011 года он уходит в отставку, его пост занимает Клод Геан, генеральный секретарь президента республики.

## Возвращение в Европарламент
24 марта 2011 года, после отставки Катрин Суйе, заменившей Ортефё в Европарламенте после его назначения в правительство, вернулся на своё депутатское место.